# Vida Šulskytė
Vida Šulskytė (Šiauliai, Unión Soviética, 17 de agosto de 1956) es una exjugadora de baloncesto lituana. Consiguió 5 medallas en competiciones oficiales con la URSS.